# Meunieriella lantane
Meunieriella lantane är en tvåvingeart som beskrevs av Tavares 1918. Meunieriella lantane ingår i släktet Meunieriella och familjen gallmyggor. Inga underarter finns listade i Catalogue of Life.